# Катастрофа DC-8 в Окленде
Катастрофа DC-8 в Окленде — авиационная катастрофа, произошедшая 4 июля 1966 года в аэропорту Окленд. Авиалайнер Douglas DC-8-52 авиакомпании Air New Zealand выполнял плановый тестовый полёт, но через несколько секунд после взлёта рухнул на землю. Из 5 членов экипажа на его борту погибли 2.

## Самолёт
Douglas DC-8-52 (регистрационный номер ZK-NZB, заводской 45751, серийный 231) был выпущен в июле 1965 года. 10 августа того же года был передан авиакомпании Air New Zealand. Оснащён четырьмя турбовентиляторными двигателями Pratt & Whitney JT3D-3B. На день катастрофы налетал 2275 часов.

## Экипаж
- Командир воздушного судна (КВС) — 46-летний Дональд Маклахлан (англ. Donald McLachlan). Налетал 17 966 часов, 497 из них на Douglas DC-8.
- Второй пилот — 29-летний Брайан К. Раффелл (англ. Brian C. Ruffell). Налетал свыше 4200 часов, 21 из них на Douglas DC-8.
- Бортинженер — 34-летний Гордон К. Тонкин (англ. Gordon K. Tonkin). Налетал свыше 4250 часов, все на Douglas DC-8.
- Сменный КВС — 36-летний Бернард Дж. Уайатт (англ. Bernard J. Wyatt).
- Сменный второй пилот — 43-летний Кеннет А. Сойер (англ. Kenneth A. Sawyer).

## Катастрофа
Борт ZK-NZB вылетел из аэропорта Окленд с ВПП №23 в 15:59. Вскоре после разворота самолёт начал раскачиваться быстрее и сильнее, чем обычно, затем правое крыло опустилось, и лайнер начал разворачиваться вправо. После самолёт не смог набрать скорость и высоту, законцовка правого крыла ударилась о землю и развернулась, самолёт жёстко сел на землю и разрушился на несколько частей. Катастрофа произошла в 1178 метрах от места взлёта и в 30 метрах справа от взлётной полосы №23, из 5 членов экипажа погибли 2 — КВС Маклахлан и бортинженер Тонкин. 

## Расследование
Катастрофа произошла из-за применения обратной тяги во время имитации отказа двигателя №4 на взлёте. Резкое перемещение рычага мощности двигателя назад во время взлёта привело к тому, что связанный с ним рычаг упорного тормоза перешел в положение заднего хода на холостом ходу. После взлёта минимальная контрольная скорость (MCS), необходимая для преодоления этого ненормального состояния дисбаланса тяги, так и не была достигнута. Пилоты поняли проблему и устранили её, но им не хватило времени и высоты, чтобы выровнять самолёт.